# Ле Розе (Болоња)
Ле Розе (итал. Le Rose) је насеље у Италији у округу Болоња, региону Емилија-Ромања.
Према процени из 2011. у насељу је живело 36 становника. Насеље се налази на надморској висини од 693 м.